# Soldățelul de plumb
Soldățelul de plumb (în daneză Den standhaftige tinsoldat) este un basm cult din 1838, scris de Hans Christian Andersen, despre dragostea unui soldat de plumb pentru o balerină din hârtie. 
Povestea „Soldățelul de plumb” a fost prima lucrare a lui Andersen care nu se bazează pe un basm popular sau pe un model literar. Basmul a fost adaptat de numeroase ori, inclusiv ca balet sau film de animație.

## Poveste
De ziua lui de naștere, un băiat primește un set de 25 de soldați de jucărie, toți turnați dintr-o lingură veche de plumb, și îi așează pe o masă. Unul dintre soldați stă pe un singur picior, deoarece, fiind ultimul turnat, nu era suficient metal pentru a-l face întreg. În apropiere, soldatul zărește o balerină drăguță de hârtie, ce purta o broboadă decorată cu o stea. Cum și ea stătea într-un singur picior, acesta se îndrăgostește iremediabil. În acea seară, un spiriduș dintr-o cutie de jucărie, care o iubea pe balerină, îl avertizează furios pe soldat să-și ia ochii de la ea, dar soldatul îl ignoră.

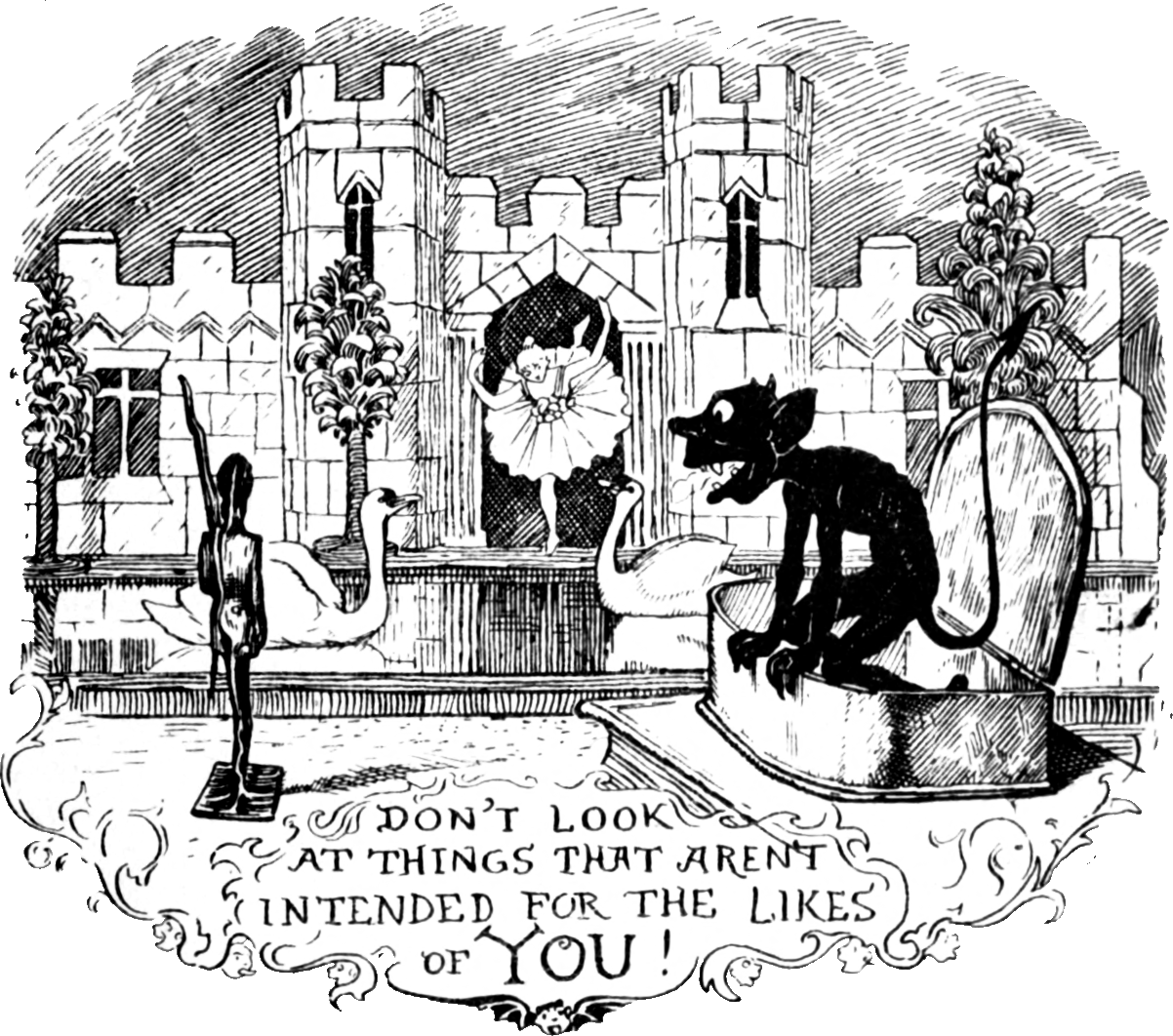
Soldățelul de plumb, șicanat de spiridușul din cutie.

A doua zi, soldatul cade de pe pervazul unei ferestre (probabil din cauza spiridușului) și aterizează în stradă. Doi băieți îl găsesc, îl pun într-o barcă de hârtie și îl trimit să navigheze în șanț. Barca și pasagerul său ajung într-un canal de scurgere, unde un șobolan îi cere soldatului să plătească o taxă de trecere.

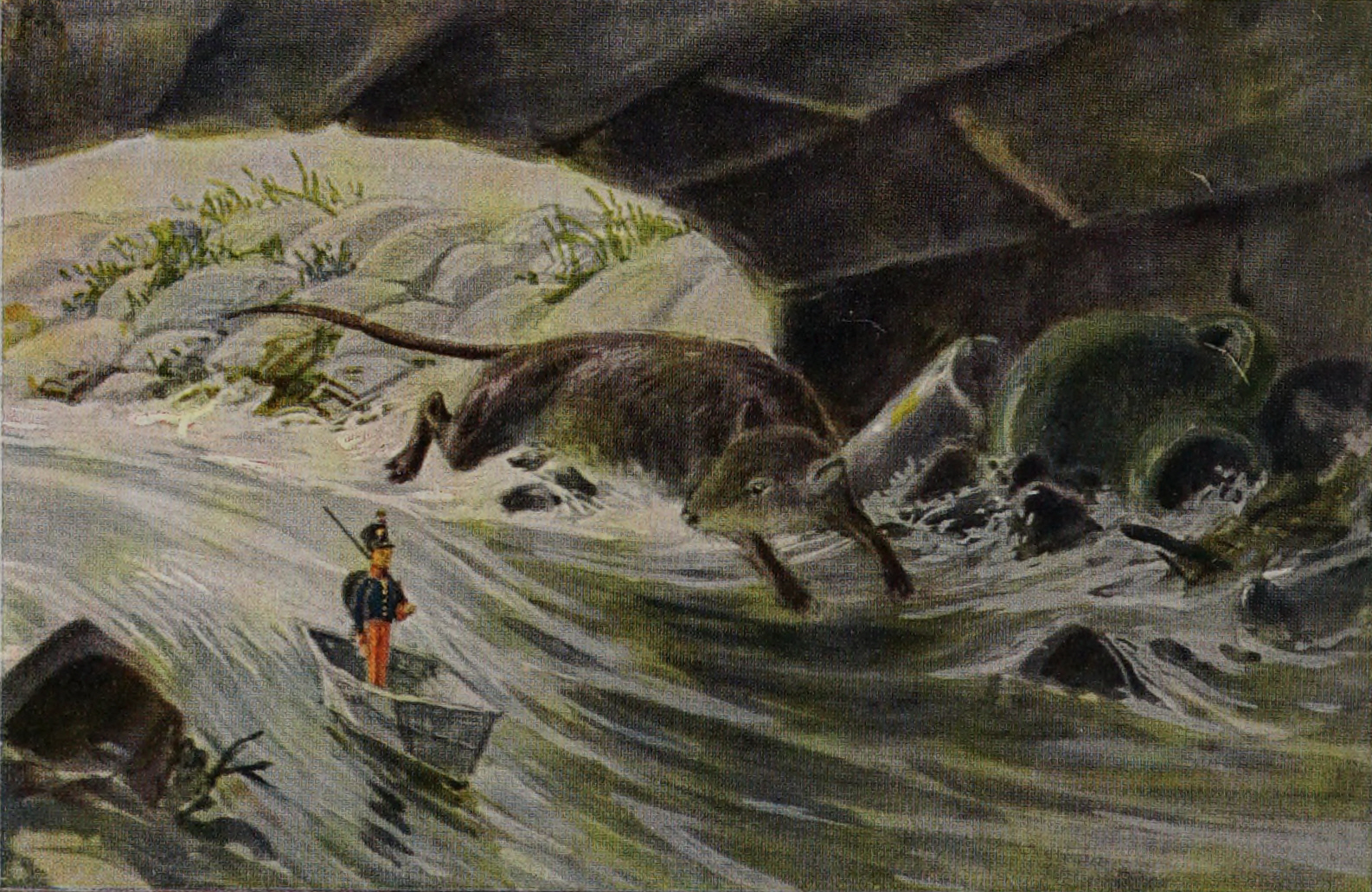
Soldățelul de plumb și șobolanul.
Ilustrație de Paul Hey din 1939</br>

Scufundându-se, soldatul de plumb este înghițit de un pește. Când acesta este prins și tăiat, soldatul de plumb ajunge din nou în casa familiei stăpânului său. În mod inexplicabil, băiatul îl aruncă pe soldatul de plumb în foc, fiind probabil tot opera meschină a spiridușului din cutie. Un curent neașteptat o împinge pe balerină în foc odată cu el; aceasta este mistuită de flăcări. Servitoarea curăță șemineul dimineața și constată că soldățelul s-a topit într-o inimioară de plumb, împreună cu steluța balerinei, care este arsă acum ca un cărbune.

## Publicare
Povestea a fost publicată pentru prima dată la Copenhaga, Danemarca, de C. A. Reitzel, la 2 octombrie 1838, în Eventyr, fortalte for Børn. Første Samling. Første Hefte. Alte povești din această broșură includ „Margareta” și „Lebedele sălbatice”. Povestea a fost republicată în ediții colective ale operei lui Andersen, mai întâi, la 18 decembrie 1849 în Fairy Tales și din nou la 15 decembrie 1862 în primul volum de Fairy Tales and Stories.

## Vezi și
- Listă de basme
- Fantezia 2000